# Wolverines du Michigan (football américain)
Pour le club omnisports, voir Wolverines du Michigan.
Stade
Maillots
Champion 1901, 1902, 1903, 1904, 1918, 1923, 1925, 1926, 1932, 1933, 1947, 1948, 1964, 1973, 1985, 1997, 2023
Saison en cours
Le programme de football américain des Wolverines du Michigan représente l'université du Michigan située à Ann Arbor au Michigan au sein de la NCAA Division I Football Bowl Subdivision (FBS).
Son équipe fait partie de la Division Est (Eastern Division) de la Conférence Big 10 qu'elle avait rejoint en 1896 lors de sa création (malgré une interruption de 1907 à 1916).
L'équipe des Wolverines de football américain est la plus fameuse de l'université et elle compte 8 ou 12 titres nationaux selon les sources (voir Championnat NCAA de football américain).
Le programme créé en 1879, évolue dans l'un des plus grands stades du monde, le Michigan Stadium surnommé « the Big House », inauguré en 1927. Le stade compte 107 601 places depuis 2015 avec un record d'affluence de 115 109 spectateurs le 7 septembre 2013.
En fin de saison 2019, les Wolverines avaient disputé 1 345 matchs universitaires et en ont remporté 962, ce qui constitue le record du plus grand nombre de victoires de l'histoire du football américain universitaire. Avec 72,7 % de victoires, Michigan détient le troisième pourcentage de victoires le plus élevé de l'histoire du football universitaire après Boise State et Ohio State,.
Michigan a remporté le premier bowl universitaire de l'histoire du football américain soit le Rose Bowl de 1902.
Les 12 titres ont été conquis sous la direction de six entraîneurs principaux. Les six premiers ont été obtenus sous les ordres de Fielding H. Yost (en). Il remporte les quatre premiers de 1901 à 1904 avec un bilan de 41 victoires pour un nul sans défaite. Il ajoute à son palmarès les titres en 1918 et en 1923. Yost a joué un rôle déterminant dans la création du Michigan Stadium, le concevant pour permettre une éventuelle expansion de sa capacité de plus de 150 000 personnes. L'héritage de Yost se perpétue également avec la Yost Ice Arena (en), où l'équipe masculine de hockey sur glace du Michigan joue ses matchs à domicile. Michigan a remporté six autres titres nationaux depuis que Yost a définitivement pris sa retraite en 1926 soit deux titres consécutifs sous Harry Kipke (en) en 1932 et 1933 et deux autres consécutifs sous Fritz Crisler (en) et Bennie Oosterbaan (en) en 1947 et 1948. Les plus récents titres ont été acquis sous les ordres de Lloyd Carr (saison 1997) et de Jim Harbaugh (saison 2023).
Les Wolverines sont 83 à avoir été sélectionnés en équipe All-America. Trois joueurs ont remporté le trophée Heisman : Tom Harmon en 1940, Desmond Howard en 1991 et Charles Woodson en 1997. Gerald Ford, qui deviendra le 38e Président des États-Unis, a joué pour Michigan aux postes de centre, linebacker et long snapper et fut même désigné MVP par ses coéquipiers en 1934.

## Histoire

### Les débuts (1879-1937)

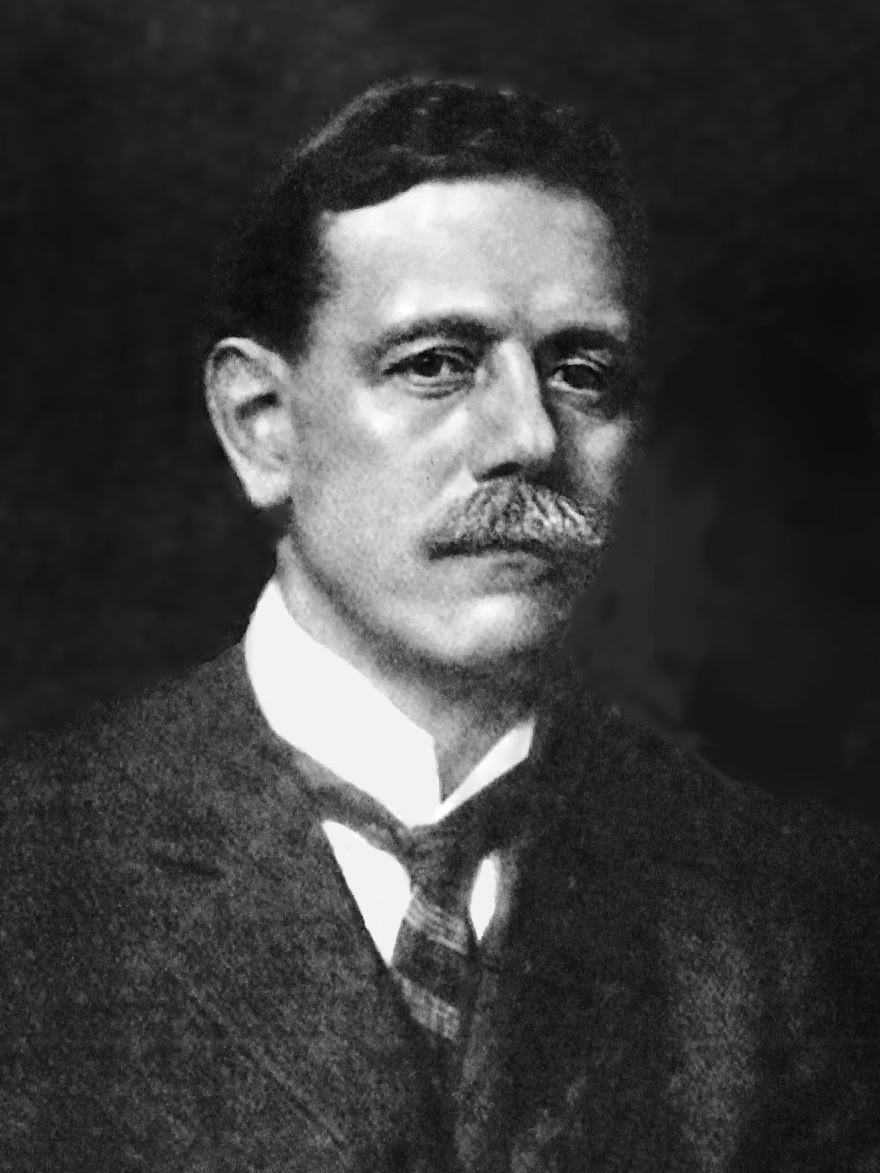
Irving Kane Pond est le premier de l'histoire de l'université à inscrire un touchdown.

En octobre 1878, The Chronicle publie une lettre provenant de l'équipe de football américain du Collège Racine (en) proposant un match à Chicago sur terrain neutre. Racine propose de trouver le terrain, de promouvoir le match et verser à Michigan les deux tiers des recettes. Vers la fin du mois, l'association de football du Michigan accepte la proposition, à condition que la partie soit disputée au printemps. Elle justifie cette condition en expliquant que l'université ne possède pas encore une équipe complète, la fin de saison empêchant son développement en vue d'obtenir une équipe compétitive.
Le 30 mai 1879, la première rencontre historique de football américain universitaire de l'université du Michigan, est disputée contre les Purple Stockings du Collège Racine (en), sur le terrain des White Stockings de Chicago, aujourd'hui connu sous le nom des Cubs de Chicago. Le premier touchdown de l'histoire du programme est attribué à Irving Kane Pond (en).
Le deuxième match de l'histoire du programme se joue en automne 1879, à Détroit, au Recreation Park (en) contre l'université de Toronto. La rencontre est déclarée comme une nulle.
En 1881, Michigan joue contre Harvard,ce qui  marque le début des parties inter-conférences. En route pour Chicago, en 1887, les joueurs du Michigan arrêtent à South Bend, dans l'Indiana, et font découvrir le football américain aux étudiants de l'Université de Notre-Dame-du-Lac. Une rencintre entre Michigan et Notre Dame jouée le 23 novembre 1887 marque les débuts du programme de football américain du Fighting Irish et le début de la rivalité entre les deux universités.

### Jim Harbaugh (2015-2023)

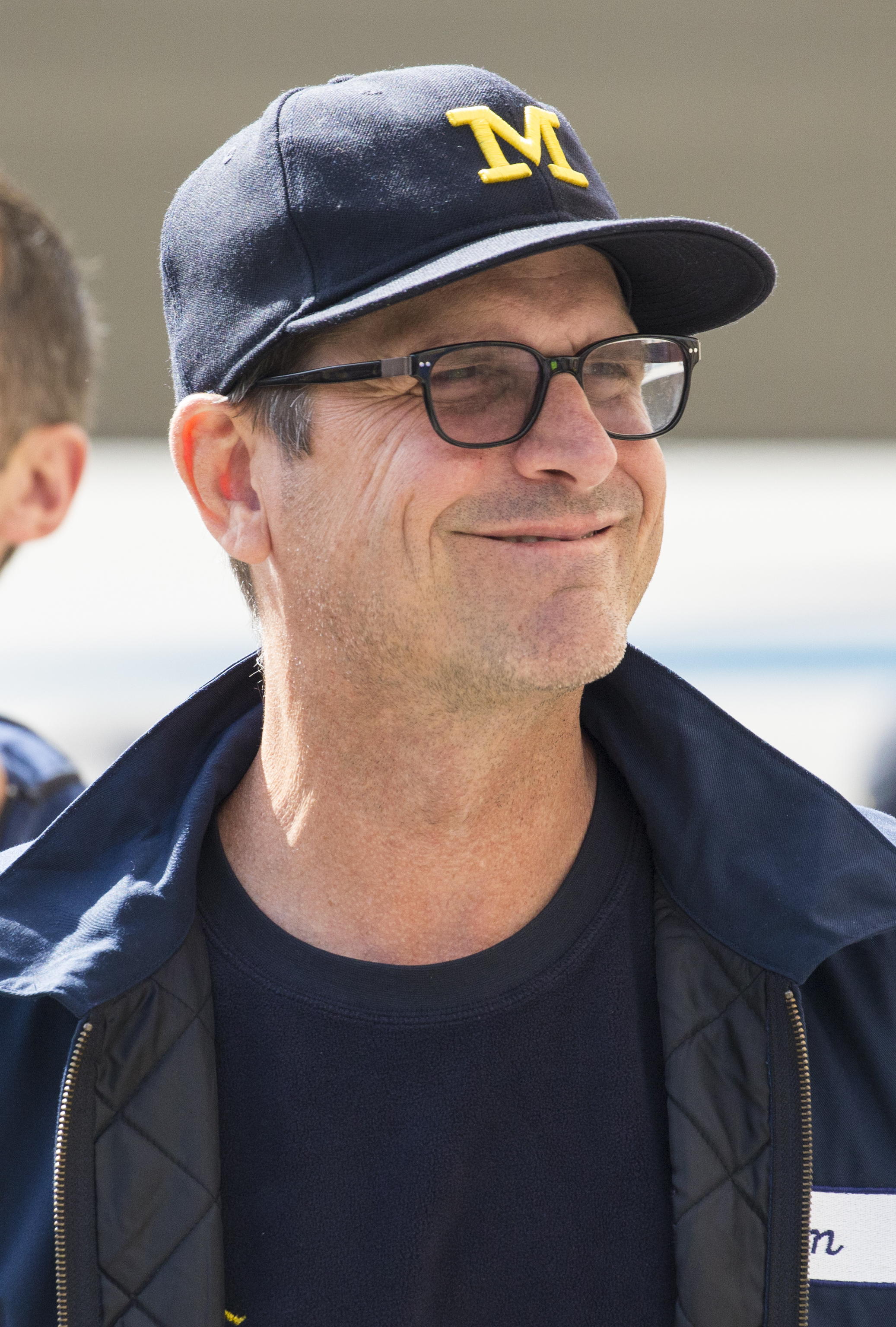
Jim Harbaugh, entraîneur principal des Wolverines entre 2015 et 2023.

Le 30 décembre 2014, l'université du Michigan engage Jim Harbaugh, lequel devient le 20e entraîneur principal de l'histoire du programme,. Harbaugh, fut le quarterback titulaire des Wolverines dans les années 1980 sous les ordres de Bo Schembechler. Jim quitte alors le poste d'entraîneur principal des 49ers de San Francisco de la National Football League (NFL), s'engageant pour 7 ans et  de 7 millions de dollars annuel.
Dès sa première saison (2015), son équipe affiche un bilan de 10 victoires et 3 défaites, dont une victoire 41 à 7 contre les Gators de la Floride lors du Citrus Bowl 2016.
Les Wolverines de 2016 remportent leurs neuf premières rencontres avec des victoires contre les Badgers du Wisconsin (classé 8e), et le rival des Spartans de Michigan State. Ils sont ainsi classés provisoirement 2e équipe du pays par le College Football Playoff (CFP). Les Wolverines perdent ensuite contre les Hawkeyes de l'Iowa et les Buckeyes d'Ohio State. Leur saison se termine sur une défaite 33 à 32 face aux Gators de la Floride à l'occasion de l'Orange Bowl du 30 décembre, leur bilan final est ainsi identique à celui de la saison précédente (10 victoires et 3 défaites). Jabrill Peppers, jouant aux postes de linebacker et de defensive back ainsi qu'en équipes spéciales, se classe 5e du trophée Heisman.
L'équipe perd beaucoup de joueurs clés tant en attaque qu'en défense avant la 3e saison de Harbaugh. L'équipe de 2017 termine avec un bilan de 8 victoires et 4 défaites en ayant perdu contre les rivaux de Michigan State et d'Ohio State. L'équipe perd également l'Outback Bowl 2018 disputé contre les Gamecocks de la Caroline du Sud (seule équipe de la Big Ten Conference à perdre son bowl) et termine avec un bilan final de 8 victoires et 5 défaites.
Sa quatrième saison (2018) commence par une défaite contre les rivaux du Fighting Irish de Notre Dame, cette défaite mettant fin à une série de 10 victoires consécutives contre Notre Dame. Les Wolverines gagnent néanmoins ensuite contre Michigan State, Wisconsin et Penn State. Alors qu'ils sont classés provisoirement 4e du pays par le CFP, ils perdent contre Ohio State 62 à 39 lors du dernier match de saison régulière. Les 62 points marqués par Ohio State constituent le record de points inscrits contre Michigan en saison régulière. Ils perdent ensuite contre les Gators lors du Peach Bowl. Les Wolverines terminent avec un bilan de 10 victoires et 3 défaites.
Au cours de leur cinquième saison sous les ordres de Harbaugh (2019), les Wolverines perdent respectivement 14 à 35 contre Wisconsin,  21 à 28 contre Penn State et 27 à 56 contre Ohio State. Ils gagnent respectivement 45 à 14 contre Notre Dame et 44 à 10 contre Michigan State. Leur saison se termine par une défaite lors du Citrus Bowl 16 à 35 contre le Crimson Tide de l'Alabama, affichant un bilan final de 9 victoires et 4 défaites.
La saison 2020 est très fortement perturbée par la pandémie de Covid-19. Le programme des Wolverines fait face à beaucoup de blessures en plus des restrictions sanitaires. Michigan subit la plus grande défaite à domicile (11 à 49) depuis 1935 et ne gagne aucune rencontre à domicile, une autre première dans l'histoire du programme. Les trois derniers matchs de la saison sont annulés en raison de préoccupations liées à la pandémie. Avec un calendrier tronqué, le bilan est de 2 victoires pour 4 défaites. Cependant, Jim Harbaugh signe d'une prolongation de contrat jusqu'en 2025.
Le programme du Michigan commence la saison 2021 sans être classé à AP Poll, mais remporte leurs sept premiers matchs, dont des victoires éclatantes contre Washington et Wisconsin. Malgré une défaite face à Michigan State, les Wolverines rebondissent en battant leur grand rival, Ohio State une première depuis 2011. En finale de conférence de la Big Ten face à Iowa, les hommes de Jim Harbaugh s'imposent et se qualifient pour la demi-finale des playoffs du College Football Playoff. Cependant, Michigan est défait lors de l'Orange Bowl  par les Bulldogs de la Géorgie, futurs champions nationaux, sur le score de 34 à 11. La saison se termine sur un bilan de 12 victoires et 2 défaites.
Au cours de leur huitième (2022), Michigan est l'un des favoris au titre. Battant Penn State (41-17) ou encore Michigan State (29-7). Michigan s'impose sur leur terrain d'Ohio State (23-45) une première depuis 2000. La saison régulière se termine par un bilan parfait de 12 victoires en 12 rencontres. Michigan remporte également son deuxième titre consécutif de la Big Ten battant Purdue (43-22). Néanmoins lors de la demi-finale du Fiesta Bowl des playoffs, Michigan s'incline contre TCU (51-45). Avec 13 victoires, Michigan établit un record, du plus grand nombre de victoires en une seule saison et terminent troisième du classement de l'AP et du Coaches Poll de la saison. Le running back Blake Corum termine septième dans les votes pour le trophée Heisman.
La saison 2023 commence par la suspension de trois matchs imposée par l'université elle-même à Harbaugh pour plusieurs infractions de recrutement pendant la « période morte » de la pandémie de Covid-19. La NCAA lance également une autre enquête en raison de l’élaboration d’un système illégal de vol de signaux des équipes adverses au sein des Wolverines. La controverse conduit à la démission de Connor Stalions début novembre 2023, un membre du staff, puis au licenciement l'entraîneur des linebackers Chris Partridge. Le commissaire de la Big Ten sanctionne Harbaugh d'une suspension pour les trois derniers matchs de la saison régulière 2023.
Malgré les suspensions, les Wolverines continue à gagner leurs matchs, y compris une troisième victoire consécutive contre le rival Ohio State. Après avoir purgé sa suspension, Harbaugh revient pour la victoire en finale de conférence face à Iowa (26–0). Michigan est alors classé premier dans les deux principaux Poll s'assurant d'une place pour les playoffs. Face à l'Alabama (#4), Harbaugh mène son programme à une victoire de 27-20 au Rose Bowl. Michigan remporte la finale nationale du College Football Playoff contre Washington (34-13) établissant un record de 15 victoires en une seule saison. Le 24 janvier 2024, Harbaugh accepte l'offre des Chargers de Los Angeles clôturant son passage avec Wolverines du Michigan après 9 saisons.

### Sherrone Moore (2024)

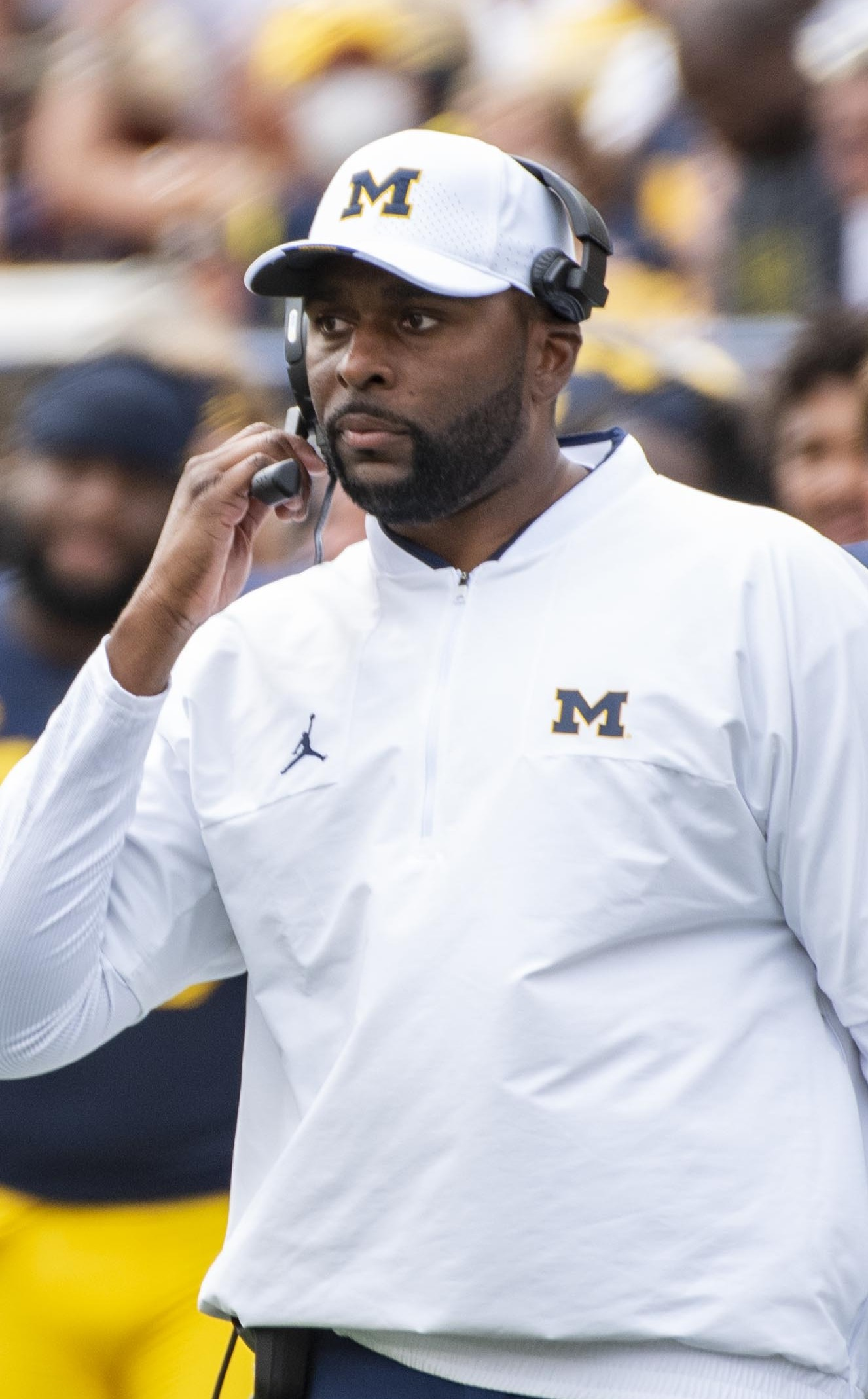
Moore en 2021.

Le 26 janvier 2024, Michigan engagent Sherrone Moore (en) en tant qu'entraineur principal des Wolverines. Il est le premier afro-américain à occuper ce poste de façon non intérimaire. Lors desa première saison, il termine avec un bilan de 8 victoires pour 5 défaites, dont une victoire surprise 13-10 en déplacement chez les rivaux d'Ohio State classés no 2 du pays. Il s'agissait de la quatrième victoire consécutive de Michigan, la plus longue série depuis 1988-1991 et la plus grande surprise de l'histoire de la rivalité,. Le 31 décembre 2024, Moore remporte son premier match d'après-saison lors du ReliaQuest Bowl en battant Alabama (no 11) 19-13 Conjuguée à la victoire au Rose Bowl 2024, Michigan devient le seul programme de l'histoire du football américain universitaire à battre Alabama deux fois au cours de la même année civile,.

## Descriptif du programme en début de saison 2025
- Couleurs :   (bleu marine et jaune maïs)

- Dirigeants :
  - Directeur sportif : Sean Magee (en)
  - Entraîneur principal :  Sherrone Moore (en), 2e saison, 9-5 (64,3 %)

- Stade
  - Nom : Michigan Stadium
  - Capacité : 107 601
  - Surface de jeu : pelouse artificielle (FieldTurf)
  - Lieu : Ann Arbor, Michigan

- Conférence :
  - Actuelle : Big Ten Conference, Division Ouest (Western Division)
  - Anciennes : 
    - Indépendants (1879–1891)
    - Intercollegiate Athletic Association of the Northwest (1892–1893)
    - Indépendants (1894–1895)
    - Western Conference (1896–1906)
    - Independent (1907–1916)
    - Big Ten Conference (1917–présent)
      - Western Conference (1917–1952)
      - Big Ten Conference (1953–présent)

- Internet :
  - Nom site Web : mgoblue.com
  - URL : https://mgoblue.com/sports/football

- Bilan des matchs :
  - Victoires : Modèle:Foratnum:10012 (73,3 %)
  - Défaites : 358
  - Nuls : 36

- Bilan des Bowls :
  - Victoires : 24 (45,3 %)
  - Défaites : 29
  - Nuls : 0

- Titres :
  - Titres nationaux non réclamés : 7  (1910, 1925, 1926, 1964, 1973, 1976, 1985)
  - Titres nationaux : 12 (1901, 1902, 1903, 1904, 1918, 1923, 1932, 1933, 1947, 1948, 1997, 2023)
  - Titres de conférence : 45
  - Titres de la division est de la Big Ten : 4 (2018, 2021, 2022, 2023)

- College Football Playoff : 
  - Apparition(s) : 3 (2021, 2022, 2023)
  - Bilan : 2-2
  - College Football Championship Game (finale) : 
    - Victoire : 1 (2023)
    - Défaite : 0

- Joueurs :
  - Quarterback actuel : J. J. McCarthy
  - Meilleures statistiques individuelles de l'histoire des Wolverines (en).
  - Vainqueurs du Trophée Heisman : 3
  - Sélectionnés All-American : 89

- Hymne : « The Victors (en) »
- Mascotte : aucune
- Fanfare : Million Dollar Band (en)

- Rivalités :
  - Buckeyes d'Ohio State
  - Spartans de Michigan State
  - Fighting Irish de Notre Dame
  - Golden Gophers du Minnesota

## Palmarès

### Titres nationaux
Michigan a remporté 12 titres de champion de la NCAA Division I FBS :
| Saison                         | Entraîneur        | Agences de notation | Bilan  | Bowl                                       | Class. CFP | Class. AP | Class. Coaches |
| ------------------------------ | ----------------- | --- | ------ | ------------------------------------------ | ---------- | --------- | -------------- |
| 1901                           | Fielding H. Yost  | Helms Athletic Foundation, Houlgate System, National Championship Foundation                                                                                       | 11–0–0 | G, Rose Bowl 1992                          | −          | −         | −              |
| 1902                           | Fielding H. Yost  | Billingsley Report, Helms, Houlgate, NCF, Parke H. Davis | 11–0–0 |                                            | −          | −         | −              |
| 1903                           | Fielding H. Yost  | Billingsley, Helms, Houlgate, NCF, Parke Davis | 11–0–1 |                                            | −          | −         | −              |
| 1904                           | Fielding H. Yost  | NCF | 10–0–0 |                                            | −          | −         | −              |
| 1918                           | Fielding H. Yost  | Billingsley, NCF | 5–0–0  |                                            | −          | −         | −              |
| 1923                           | Fielding H. Yost  | Billingsley, NCF | 8–0–0  |                                            | −          | −         | −              |
| 1932                           | Harry G. Kipke    | Dickinson System, Parke Davis | 8–0–0  |                                            | −          | −         | −              |
| 1933                           | Harry G. Kipke    | Berryman (QPRS), Billingsley, Boand System, College Football Researchers Association, Dickinson, Helms, Houlgate, NCF, Parke Davis, Poling System, Sagarin Ratings | 7–0–1  |                                            | −          | −         | −              |
| 1947                           | Fritz Crisler     | Berryman (QPRS), Billingsley, Boand, CFRA, DeVold System, Dunkel System, Helms, Houlgate, Litkenhous, NCF, Poling, Sagarin                                         | 10–0–0 | G, Rose Bowl 1948                          | −          | #2        | −              |
| 1948                           | Bennie Oosterbaan | Associated Press (AP), Berryman (QPRS), Billingsley, CFRA, DeVold, Dunkel, Helms, Houlgate, Litkenhous, NCF, Poling, Sagarin, Williamson System                    | 9–0–0  |                                            | −          | #1        | −              |
| 1997                           | Lloyd Carr        | AP, Billingsley, Football Writers Association of America (FWAA), NCF, National Football Foundation, Sporting News                                                  | 12–0–0 | G, Rose Bowl 1998                          | −          | #1        | #2             |
| 2023                           | Jim Harbaugh      | College Football Playoff | 14–0–0 | G, College Football Championship Game 2024 | #1         | #1        | #1             |
| Titres nationaux réclamés : 12 |                   | |        |                                            |            |           |                |

Michigan s'est vu attribuer sept titres nationaux supplémentaires par quelques agences de notation que l'université n'a pas reconnu.
| Saison | Entraîneur       | Agences de notation   | Bilan  | Bowl                |
| ------ | ---------------- | --------------------- | ------ | ------------------- |
| 1910   | Fielding H. Yost | Billingsley           | 3–0–3  | –                   |
| 1925   | Fielding H. Yost | Sagarin               | 7–1–0  | –                   |
| 1926   | Fielding H. Yost | Sagarin               | 7–1–0  | –                   |
| 1964   | Bump Elliott     | Dunkel                | 9–1–0  | G, Rose Bowl 1965   |
| 1973   | Bo Schembechler  | NCF, Poling           | 10–0–1 | –                   |
| 1976   | Bo Schembechler  | Litkenhous Ratings    | 10–2   | P, Rose Bowl 1977   |
| 1985   | Bo Schembechler  | Matthews Grid Ratings | 10–1–1 | G, Fiesta Bowl 1986 |

Michigan a connu 11 autres saisons sans défaites soit en 1879, 1880, 1884, 1885, 1886, 1887, 1898, 1910, 1922, 1930 et 1992.

### Titres de conférence
Michigan a remporté 45 titres de conférence dont 27 partagés (†) :
| Saison                    | Entraîneur             | Bilan global (V-D-N) | Bilan de conférence (V-D-N) |
| ------------------------- | ---------------------- | -------------------- | --------------------------- |
| 1898 0                    | Gustave Ferbert (en)   | 10–0–0               | 3–0–0                       |
| 1901 †                    | Fielding H. Yost (en)  | 11–0–0               | 4–0–0                       |
| 1902 0                    | Fielding H. Yost (en)  | 11–0–0               | 5–0–0                       |
| 1903 †                    | Fielding H. Yost (en)  | 11–0–1               | 3–0–1                       |
| 1904 †                    | Fielding H. Yost (en)  | 10–0–0               | 2–0–0                       |
| 1906 †                    | Fielding H. Yost (en)  | 4–1–0                | 1–0–0                       |
| 1918 †                    | Fielding H. Yost (en)  | 5–0–0                | 2–0–0                       |
| 1922 †                    | Fielding H. Yost (en)  | 6–0–1                | 4–0–0                       |
| 1923 †                    | Fielding H. Yost (en)  | 8–0–0                | 4–0–0                       |
| 1925 0                    | Fielding H. Yost (en)  | 7–1–0                | 5–1–0                       |
| 1926 †                    | Fielding H. Yost (en)  | 7–1–0                | 5–0–0                       |
| 1930 †                    | Harry Kipke (en)       | 8–0–1                | 5–0–0                       |
| 1931 †                    | Harry Kipke (en)       | 8–1–1                | 5–1–0                       |
| 1932 †                    | Harry Kipke (en)       | 8–0–0                | 6–0–0                       |
| 1933 †                    | Harry Kipke (en)       | 7–0–1                | 5–0–1                       |
| 1943 †                    | Fritz Crisler (en)     | 8–1–0                | 6–0–0                       |
| 1947 0                    | Fritz Crisler (en)     | 10–0–0               | 6–0–0                       |
| 1948 0                    | Bennie Oosterbaan (en) | 9–0–0                | 6–0–0                       |
| 1949 †                    | Bennie Oosterbaan (en) | 6–2–1                | 4–1–1                       |
| 1950 0                    | Bennie Oosterbaan (en) | 6–3–1                | 4–1–1                       |
| 1964 0                    | Bump Elliott (en)      | 9–1–0                | 6–1–0                       |
| 1969 †                    | Bo Schembechler (en)   | 8–3–0                | 6–1–0                       |
| 1971 0                    | Bo Schembechler (en)   | 11–1–0               | 8–0–0                       |
| 1972 †                    | Bo Schembechler (en)   | 10–1–0               | 7–1–0                       |
| 1973 †                    | Bo Schembechler (en)   | 10–0–1               | 7–0–1                       |
| 1974 †                    | Bo Schembechler (en)   | 10–1–0               | 7–1–0                       |
| 1976 †                    | Bo Schembechler (en)   | 10–2–0               | 7–1–0                       |
| 1977 †                    | Bo Schembechler (en)   | 10–2–0               | 7–1–0                       |
| 1978 †                    | Bo Schembechler (en)   | 10–2–0               | 7–1–0                       |
| 1980 0                    | Bo Schembechler (en)   | 10–2–0               | 8–0–0                       |
| 1982 0                    | Bo Schembechler (en)   | 8–4–0                | 8–1–0                       |
| 1986 †                    | Bo Schembechler (en)   | 11–2–0               | 7–1–0                       |
| 1988 0                    | Bo Schembechler (en)   | 9–2–1                | 7–0–1                       |
| 1989 0                    | Bo Schembechler (en)   | 10–2–0               | 8–0–0                       |
| 1990 †                    | Gary Moeller (en)      | 9–3–0                | 6–2–0                       |
| 1991 0                    | Gary Moeller (en)      | 10–2–0               | 8–0–0                       |
| 1992 0                    | Gary Moeller (en)      | 9–0–3                | 6–0–2                       |
| 1997 0                    | Lloyd Carr             | 12–0–0               | 8–0–0                       |
| 1998 †                    | Lloyd Carr             | 10–3–0               | 7–1–0                       |
| 2000 †                    | Lloyd Carr             | 9–3–0                | 6–2–0                       |
| 2003 0                    | Lloyd Carr             | 10–3–0               | 7–1–0                       |
| 2004 †                    | Lloyd Carr             | 9–3–0                | 7–1–0                       |
| 2021 0                    | Jim Harbaugh           | 12–2–0               | 8–1–0                       |
| 2022 0                    | Jim Harbaugh           | 13–1                 | 9–0                         |
| 2023 0                    | Jim Harbaugh           | 13–0                 | 9–0                         |
| Titres de conférence : 43 |                        |                      |                             |

### Titres de division
Michigan a remporté trois titres de la division Est de la Big Ten Conference dont un partagé (†) avec les Buckeyes d'Ohio State.
| Saison | Conférence | Division | Entraîneur   | Adversaire                                                                                         | Résultat de la finale de conférence                                                                |
| ------ | ---------- | -------- | ------------ | -------------------------------------------------------------------------------------------------- | -------------------------------------------------------------------------------------------------- |
| 2018 † | Big Ten    | Est      | Jim Harbaugh | Non sélectionné pour la finale de conférence selon les critères de départage (Ohio State qualifié) | Non sélectionné pour la finale de conférence selon les critères de départage (Ohio State qualifié) |
| 2021   | Big Ten    | Est      | Jim Harbaugh | Hawkeyes de l'Iowa                                                                                 | G, 42 – 03                                                                                         |
| 2022   | Big Ten    | Est      | Jim Harbaugh | Boilermakers de Purdue                                                                             | G, 43 – 22                                                                                         |
| 2023   | Big Ten    | Est      | Jim Harbaugh | Hawkeyes de l'Iowa                                                                                 | G, 26 – 0                                                                                          |

### Bowls
| Saison                                                      | Date             | Bowl                                                 | Adversaire                       | Résultat |
| ----------------------------------------------------------- | ---------------- | ---------------------------------------------------- | -------------------------------- | -------- |
| 1901                                                        | 1er janvier 1902 | Rose Bowl 1902                                       | Cardinal de Stanford             | G, 49–0  |
| 1947                                                        | 1er janvier 1948 | Rose Bowl 1948                                       | Trojans de l'USC                 | G, 49–0  |
| 1950                                                        | 1er janvier 1951 | Rose Bowl 1951                                       | Golden Bears de la Californie    | G, 14–6  |
| 1964                                                        | 1er janvier 1965 | Rose Bowl 1965                                       | Beavers d'Oregon State           | G, 34–7  |
| 1969                                                        | 1er janvier 1970 | Rose Bowl 1970                                       | Trojans de l'USC                 | P, 3–10  |
| 1971                                                        | 1er janvier 1972 | Rose Bowl 1972                                       | Cardinal de Stanford             | P, 12–13 |
| 1975                                                        | 1er janvier 1976 | Orange Bowl 1976                                     | Sooners de l'Oklahoma            | P, 6–14  |
| 1976                                                        | 1er janvier 1977 | Rose Bowl 1977                                       | Trojans de l'USC                 | P, 6–14  |
| 1977                                                        | 2 janvier 1978   | Rose Bowl 1978                                       | Huskies de Washington            | P, 20–27 |
| 1978                                                        | 1er janvier 1979 | Rose Bowl 1979                                       | Trojans de l'USC                 | P, 10–17 |
| 1979                                                        | 28 décembre 1979 | Gator Bowl 1979                                      | Tar Heels de la Caroline du Nord | P, 15–17 |
| 1980                                                        | 1er janvier 1981 | Rose Bowl 1981                                       | Huskies de Washington            | G, 23–6  |
| 1981                                                        | 31 décembre 1981 | Bluebonnet Bowl 1981                                 | Bruins de l'UCLA                 | G, 33–14 |
| 1982                                                        | 1er janvier 1983 | Rose Bowl 1983                                       | Bruins de l'UCLA                 | P, 14–24 |
| 1983                                                        | 2 janvier 1984   | Sugar Bowl 1984                                      | Tigers d'Auburn                  | P, 7–9   |
| 1984                                                        | 21 décembre 1984 | Holiday Bowl 1984                                    | Cougars de BYU                   | P, 17–24 |
| 1985                                                        | 1er janvier 1986 | Fiesta Bowl 1986                                     | Cornhuskers du Nebraska          | G, 27–23 |
| 1986                                                        | 1er janvier 1987 | Rose Bowl 1987                                       | Sun Devils d'Arizona State       | P, 15–22 |
| 1987                                                        | 2 janvier 1988   | Hall of Fame Bowl 1988                               | Crimson Tide de l'Alabama        | G, 28–24 |
| 1988                                                        | 2 janvier 1989   | Rose Bowl 1989                                       | Trojans de l'USC                 | G, 22–14 |
| 1989                                                        | 1er janvier 1990 | Rose Bowl 1990                                       | Trojans de l'USC                 | P, 10–17 |
| 1990                                                        | 1er janvier 1991 | Gator Bowl 1991 (janvier)                            | Rebels d'Ole Miss                | G, 35–3  |
| 1991                                                        | 1er janvier 1992 | Rose Bowl 1992                                       | Huskies de Washington            | P, 14–34 |
| 1992                                                        | 1er janvier 1993 | Rose Bowl 1993                                       | Huskies de Washington            | G, 38–31 |
| 1993                                                        | 1er janvier 1994 | Hall of Fame Bowl 1994                               | Wolfpack de North Carolina State | G, 42–7  |
| 1994                                                        | 20 décembre 1994 | Holiday Bowl 1994                                    | Rams de Colorado State           | G, 24–14 |
| 1995                                                        | 28 décembre 1995 | Alamo Bowl 1995                                      | Aggies de Texas A&M              | P, 20–22 |
| 1996                                                        | 1er janvier 1997 | Outback Bowl 1997                                    | Crimson Tide de l'Alabama        | P, 14–17 |
| 1997                                                        | 1er janvier 1998 | Rose Bowl 1998                                       | Cougars de Washington State      | G, 21–16 |
| 1998                                                        | 1er janvier 1999 | Citrus Bowl 1999                                     | Razorbacks de l'Arkansas         | G, 45–31 |
| 1999                                                        | 1er janvier 2000 | Orange Bowl 2000                                     | Crimson Tide de l'Alabama        | G, 35–34 |
| 2000                                                        | 1er janvier 2001 | Citrus Bowl 2001                                     | Tigers d'Auburn                  | G, 31–28 |
| 2001                                                        | 1er janvier 2002 | Citrus Bowl 2002                                     | Volunteers du Tennessee          | P, 17–45 |
| 2002                                                        | 1er janvier 2003 | Outback Bowl 2003                                    | Gators de la Floride             | G, 38–30 |
| 2003                                                        | 1er janvier 2004 | Rose Bowl 2004                                       | Trojans d'USC                    | P, 14–28 |
| 2004                                                        | 1er janvier 2005 | Rose Bowl 2005                                       | Longhorns du Texas               | P, 37–38 |
| 2005                                                        | 28 décembre 2005 | Alamo Bowl 2005                                      | Cornhuskers du Nebraska          | P, 28–32 |
| 2006                                                        | 1er janvier 2007 | Rose Bowl 2007                                       | Trojans d'USC                    | P, 18–32 |
| 2007                                                        | 1er janvier 2008 | Capital One Bowl 2008                                | Gators de la Floride             | G, 41–35 |
| 2010                                                        | 1er janvier 2011 | Gator Bowl 2011                                      | Bulldogs de Mississippi State    | P, 14–52 |
| 2011                                                        | 3 janvier 2012   | Sugar Bowl 2012                                      | Hokies de Virginia Tech          | G, 23–20 |
| 2012                                                        | 1er janvier 2013 | Outback Bowl 2013                                    | Gamecocks de la Caroline du Sud  | P, 28–33 |
| 2012                                                        | 28 décembre 2013 | Buffalo Wild Wings Bowl 2013                         | Wildcats de Kansas State         | P, 14–31 |
| 2015                                                        | 1er janvier 2016 | Citrus Bowl 2016                                     | Gators de la Floride             | G, 41–7  |
| 2016                                                        | 30 décembre 2016 | Orange Bowl 2016                                     | Seminoles de Florida State       | P, 32–33 |
| 2017                                                        | 1er janvier 2018 | Outback Bowl 2018                                    | Gamecocks de la Caroline du Sud  | P, 19–26 |
| 2018                                                        | 29 décembre 2018 | Peach Bowl 2018                                      | Gators de la Floride             | P, 15–41 |
| 2019                                                        | 1er janvier 2020 | Citrus Bowl 2020                                     | Crimson Tide de l'Alabama        | P, 16–35 |
| 2021                                                        | 31 décembre 2021 | Orange Bowl 2021 (½ finale CFP)                      | Bulldogs de la Géorgie           | P, 11–34 |
| 2022                                                        | 31 décembre 2022 | Fiesta Bowl 2022 (½ finale CFP)                      | Horned Frogs de TCU              | P, 45–51 |
| 2023                                                        | 1er janvier 2024 | Rose Bowl 2024 (½ finale CFP)                        | Crimson Tide de l'Alabama        | G, 27–20 |
| 2023                                                        | 8 janvier 2024   | College Football Championship Game 2024 (finale CFP) | Huskies de Washington            | G, 34–13 |
| 2024                                                        | 31 décembre 2024 | ReliaQuest Bowl 2024                                 | Crimson Tide de l'Alabama        | G, 19–13 |
| Bilan des bowls : 24–29 (1 237 points pour et 1 168 contre) |                  |                                                      |                                  |          |

## Joueurs

### Joueurs renommés
- Gerald Ford, 38e président des États-Unis, a joué au poste de center ;
- Tate Forcier, quarterback en CFL ;
- Tom Brady, quarterback NFL ;
- Charles Woodson, cornerback/safety en NFL ;
- Desmond Howard, wide receiver en NFL ;
- F. Stuart "Stu" Wilkins (en), offensive/defensive lineman à Michigan et avocat ;
- Jim Harbaugh, quarterback et entraineur en NFL ;
- Benny Friedman (en), quarterback et entraîneur en NFL ;
- Rich Eisen, diplômé de Michigan et devenu un célèbre journaliste au sein de la NFL Network ;
- Irv Utz (en), joueur et entraîneur universitaire en football américain et en baseball.

### Récompenses individuelles
| - Trophée Heisman 1940 : Tom Harmon 1991 : Desmond Howard 1997 : Charles Woodson - Maxwell Award 1940 : Tom Harmon 1991 : Desmond Howard - Walter Camp Award 1991 : Desmond Howard 1997 : Charles Woodson - Chic Harley Award 1964 : Bob Timberlake 1986 : Jim Harbaugh 1991 : Desmond Howard 1997 : Charles Woodson - Dick Butkus Award 1991 : Erick Anderson - Trophée Jack Lambert 1991 : Erick Anderson - Trophée Paul Warfield 1991 : Desmond Howard 2004 : Braylon Edwards | - Trophée Jim Parker 1991 : Greg Skrepenak 2000 : Steve Hutchinson 2007 : Jake Long - Trophée Sammy Baugh 1992 : Elvis Grbac - Trophée Jack Tatum 1997: Charles Woodson - Jim Thorpe Award 1997 : Charles Woodson - Chuck Bednarik Award 1997 : Charles Woodson - Trophée Bronko Nagurski 1997 : Charles Woodson - Doak Walker Award 2003 : Chris Perry - Trophée Jim Brown 2003 : Chris Perry - Fred Biletnikoff Award 2004 : Braylon Edwards | - Trophée Rimington 2004 : David Baas 2011 : David Molk 2022 : Olusegun Oluwatimi (en) - Lombardi Award 2006 : LaMarr Woodley 2021 : Aidan Hutchinson - Trophée Ted Hendricks 2006 : LaMarr Woodley 2021 : Aidan Hutchinson - Trophée Ozzie Newsome 2015 : Jake Butt - Trophée John Mackey 2016 : Jake Butt - Trophée Lott 2016 : Jabrill Peppers 2021: Aidan Hutchinson 2023: Junior Colson - Trophée Paul Hornung 2016 : Jabrill Peppers - Lou Groza Award 2021 : Jake Moody - Joe Moore Award (en) 2021 : Ligne offensive 2022 : Ligne offensive - Outland Trophy 2022 : Olusegun Oluwatimi (en) |

### Numéros retirés
| N° | Nom                                                    | Poste         | Saisons                       | Date intronisation |
| -- | ------------------------------------------------------ | ------------- | ----------------------------- | ------------------ |
| 11 | Francis Wistert (en) Albert Wistert Alvin Wistert (en) | Tackle        | 1931–1933 1940–1942 1947–1949 | 1949               |
| 21 | Desmond Howard                                         | Wide receiver | 1989–1991                     | 2015               |
| 47 | Bennie Oosterbaan (en)                                 | End           | 1925–1927                     | 1927               |
| 48 | Gerald Ford                                            | Center        | 1932–1934                     | 1994               |
| 87 | Ron Kramer (en)                                        | End           | 1954–1956                     | 1956               |
| 98 | Tom Harmon                                             | Halfback      | 1938–1940                     | 1940               |

Références,.

## Entraîneurs

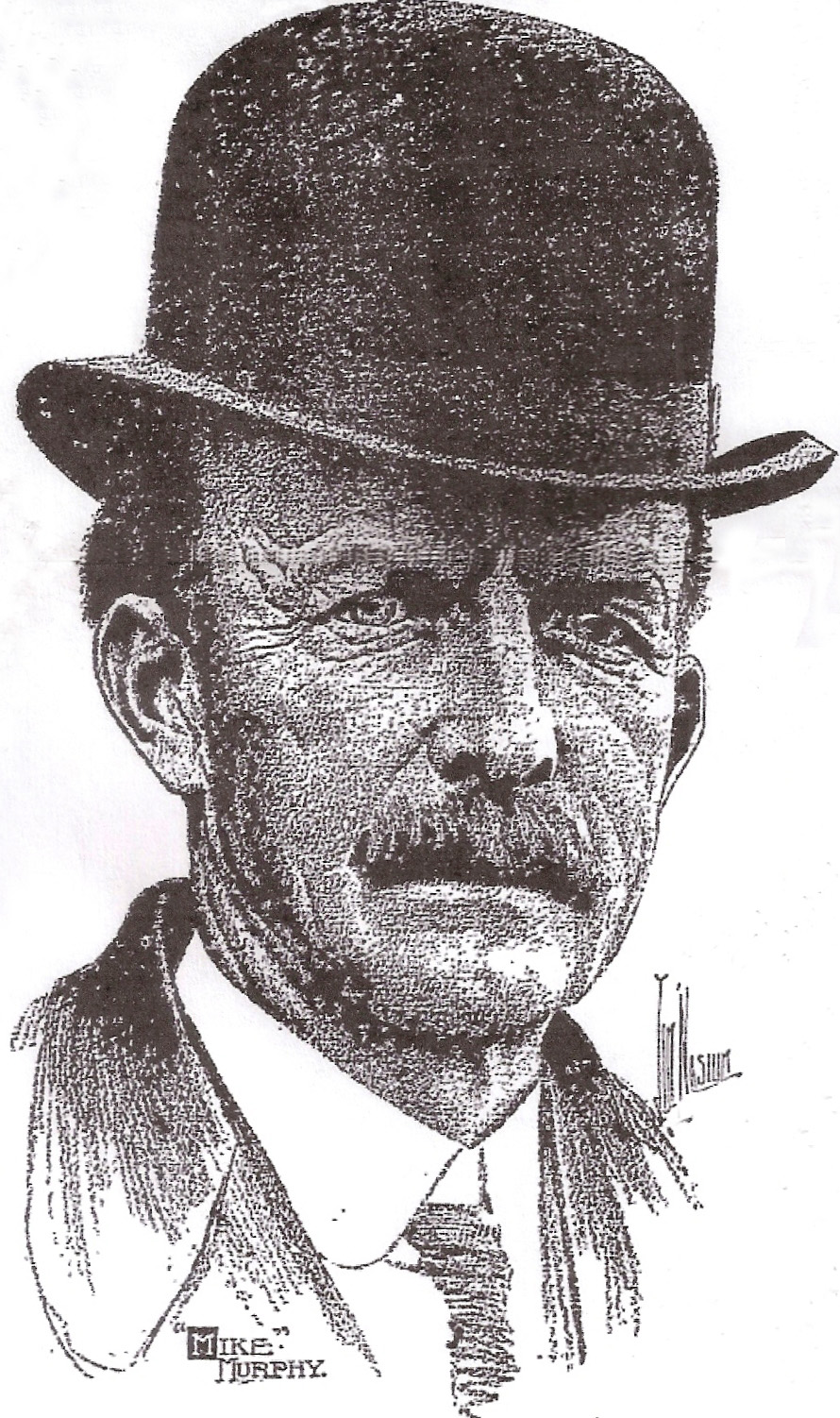
Mike Murphy, premier entraîneur principal des Wolverines.

Les célèbres entraîneurs de Michigan sont : 
- Fielding H. Yost : arrivé en 1901 de l'Université de Stanford, vainqueur de 6 titres nationaux ;
- Fritz Crisler : deux titres de la Conférence Big Ten et un titre national en 1947. Il a donné son nom à la salle de l'équipe masculine de basket-ball et c'est lui qui importe le concept du casque "ailé" de l'Université de Princeton en 1938 ;
- Bo Schembechler (en) : 13 titres de la Conférence Big Ten au cours de ses 21 saisons en tant qu'entraîneur principal entre 1969 et 1989; le premier en 1969 lorsqu'il a battu son ami et mentor Woody Hayes (en), début de la période dite de "Guerre de dix ans " faisant partie intégrante de la rivalité avec les Buckeyes de l'Ohio ;
- Lloyd Carr : cinq titres de la Conférence Big Ten en 13 saisons avec un pourcentage de victoires de 75,3 ;
- Rich Rodriguez (en) : successeur de Carr après sa retraite en 2007, il a entraîné les Wolverines pendant la saison 2010, compilant un record de 15–22. L'équipe traverse une période très mitigée sous ses ordres et il est vite remercié ;
- Brady Hoke (en) : successeur de Rodriguez, devient entraîneur pendant quatre saisons près un bilan de 31-20, il est remercié ;
- L'alluminus Jim Harbaugh : ancien quarterback de Michigan et ancien entraîneur principal en NFL, remplace Hoke depuis la saison 2015 et réussit sa mission qui était de redonner à l'équipe son lustre d'antant[37] en remportant un nouveau titre national au terme de la saison 2023.

| N°                                             | Nom                               | Saisons              | Saison régulière | Saison régulière | Saison régulière | Saison régulière | Saison régulière | Matchs de conférence | Matchs de conférence | Matchs de conférence | Matchs de conférence | Bowls | Bowls | Titres | Titres |
| ---------------------------------------------- | --------------------------------- | -------------------- | ---------------- | ---------------- | ---------------- | ---------------- | ---------------- | -------------------- | -------------------- | -------------------- | -------------------- | ----- | ----- | ------ | ------ |
| N°                                             | Nom                               | Saisons              | Nb.              | V.               | D.               | N.               | %                | V.                   | D.                   | N.                   | %                    | V.    | D.    | T.C.   | T.N.   |
| -                                              | Pas d'entraîneur                  | 1879–1890            | 034              | 023              | 10               | 01               | 69,1             | 0                    | 0                    | 0                    | -                    | 0     | 0     | 0      | 0      |
| 1                                              | Frank Crawford (en) & Mike Murphy | 1891                 | 09               | 04               | 05               | 0                | 44,4             | 0                    | 0                    | 0                    | -                    | 0     | 0     | 0      | 0      |
| 3                                              | Frank Barbour (en)                | 1892–1893            | 022              | 014              | 08               | 0                | 63,6             | 0                    | 0                    | 0                    | -                    | 0     | 0     | 0      | 0      |
| 4                                              | William McCauley (en)             | 1894–1895            | 020              | 017              | 02               | 01               | 87,5             | 0                    | 0                    | 0                    | -                    | 0     | 0     | 0      | 0      |
| 5                                              | William Ward (en)                 | 1896                 | 010              | 09               | 01               | 0                | 90,0             | 02                   | 01                   | 0                    | 66,7                 | 0     | 0     | 0      | 0      |
| 6                                              | Gustave Ferbert (en)              | 1897–1899            | 028              | 024              | 03               | 01               | 87,5             | 06                   | 02                   | 0                    | 75,0                 | 0     | 0     | 01     | 0      |
| 7                                              | Langdon Lea (en)†                 | 1900                 | 010              | 07               | 02               | 01               | 75,0             | 03                   | 02                   | 0                    | 60,0                 | 0     | 0     | 0      | 0      |
| 8                                              | Fielding H. Yost (en)†            | 1901–1923, 1925–1926 | 204              | 165              | 29               | 10               | 83,3             | 042                  | 10                   | 2                    | 79,6                 | 1     | 0     | 10     | 6      |
| 9                                              | George Little (en)†               | 1924                 | 08               | 06               | 02               | 0                | 75,0             | 04                   | 02                   | 0                    | 66,7                 | 0     | 0     | 0      | 0      |
| 10                                             | Tad Wieman (en)†                  | 1927–1928            | 016              | 09               | 06               | 01               | 59,4             | 05                   | 05                   | 0                    | 50,0                 | 0     | 0     | 0      | 0      |
| 11                                             | Harry Kipke (en)†                 | 1929–1937            | 076              | 046              | 26               | 04               | 63,2             | 027                  | 21                   | 2                    | 56,0                 | 0     | 0     | 04     | 2      |
| 12                                             | Fritz Crisler (en)†               | 1938–1947            | 090              | 071              | 16               | 03               | 80,6             | 042                  | 12                   | 3                    | 77,7                 | 1     | 0     | 02     | 1      |
| 13                                             | Bennie Oosterbaan (en)†           | 1948–1958            | 100              | 063              | 33               | 04               | 65,0             | 044                  | 23                   | 4                    | 64,8                 | 1     | 0     | 03     | 1      |
| 14                                             | Bump Elliott (en)†                | 1959–1968            | 095              | 051              | 42               | 02               | 54,7             | 032                  | 34                   | 3                    | 48,5                 | 1     | 0     | 01     | 0      |
| 15                                             | Bo Schembechler (en)†             | 1969–1989            | 247              | 194              | 48               | 05               | 79,6             | 143                  | 23                   | 3                    | 85,5                 | 5     | 12    | 13     | 0      |
| 16                                             | Gary Moeller (en)                 | 1990–1994            | 060              | 044              | 13               | 03               | 75,8             | 030                  | 08                   | 2                    | 77,5                 | 4     | 01    | 03     | 0      |
| 17                                             | Lloyd Carr†                       | 1995–2007            | 162              | 122              | 40               | 0                | 75,3             | 081                  | 23                   | 0                    | 77,9                 | 6     | 07    | 05     | 1      |
| 18                                             | Rich Rodriguez (en)               | 2008–2010            | 037              | 015              | 22               | 0                | 40,5             | 06                   | 18                   | 0                    | 25,0                 | 0     | 01    | 0      | 0      |
| 19                                             | Brady Hoke (en)                   | 2011–2014            | 051              | 031              | 20               | 0                | 60,8             | 018                  | 14                   | 0                    | 56,3                 | 1     | 02    | 0      | 0      |
| 20                                             | Jim Harbaugh                      | 2015–2023            | 114              | 089              | 25               | 0                | 78,1             | 060                  | 17                   | 0                    | 77,9                 | 3     | 06    | 03     | 1      |
| 21                                             | Sherrone Moore (en)               | 2024-..              | 14               | 9                | 5                | 0                | 64,3             | 5                    | 4                    | 0                    | 55,6                 | 1     | 0     | 0      | 0      |
| † = Intronisé au College Football Hall of Fame |                                   |                      |                  |                  |                  |                  |                  |                      |                      |                      |                      |       |       |        |        |

### Récompenses individuelles
| - Entraîneur de l'année par AFCA 1947 : Fritz Crisler 1948 : Bennie Oosterbaan 1969 : Bo Schembechler 1997 : Lloyd Carr - Trophée Paul "Bear" Bryant 1997 : Lloyd Carr - Entraîneur de l'année par Eddie Robinson 1969 : Bo Schembechler - Entraîneur de l'année par Walter Camp 1969 : Bo Schembechler 1997 : Lloyd Carr - Entraîneur de l'année par Bobby Dodd 1977 : Bo Schembechler 2007 : Lloyd Carr | - Entraîneur universitaire de l'année par le Sporting News 1985 : Bo Schembechler - Trophée Woody Hayes 1985 : Bo Schembechler 1997 : Lloyd Carr - Trophée George Munger 1989 : Bo Schembechler 1997 : Lloyd Carr 2011 : Brady Hoke - Trophée Broyles 1997 : Jim Herrmann 2021 : Josh Gattis - Entraîneur assistant de l'année par AFCA 2001 : Fred Jackson |

## Wolverines au College Football Hall of Fame
Liste des membres des Wolverines ayant été intronisé au College Football Hall of Fame (en fin de saison 2024).
| - Albert Benbrook - Dave Brown - Lloyd Carr - Anthony Carter - Bob Chappuis - Fritz Crisler - Tom Curtis - Dan Dierdorf - Bump Elliott - Jumbo Elliott - Pete Elliott - Benny Friedman - Tom Harmon - Willie Heston - Elroy Hirsch | - Desmond Howard - Steve Hutchinson - Ron Johnson - Harry Kipke - Ron Kramer - George Little - Rob Lytle - Jim Mandich - Johnny Maulbetsch - Reggie McKenzie - Mark Messner - Bill Morley - David M. Nelson - Harry Newman - Bennie Oosterbaan | - Merv Pregulman - Tubby Raymond - Bo Schembechler - Germany Schulz - Neil Snow - Ernie Vick - Bob Westfall - Tad Wieman - Albert Wistert - Alvin Wistert - Francis Wistert - Charles Woodson - Fielding H. Yost |

## Wolverines au Pro Football Hall of Fame
Liste des membres des Wolverines intronisés au Pro Football Hall of Fame en fin de saison 2024
| Nom              | Poste           | Date d'intronisation |
| ---------------- | --------------- | -------------------- |
| George Allen     | Entraîneur      | 2002                 |
| Dan Dierdorf     | Tackle          | 1996                 |
| Len Ford         | Defensive end   | 1976                 |
| Benny Friedman   | Quarterback     | 2005                 |
| Bill Hewitt      | End             | 1971                 |
| Elroy Hirsch     | Halfback, End   | 1968                 |
| Steve Hutchinson | Offensive Guard | 2020                 |
| Ty Law           | Cornerback      | 2019                 |
| Tom Mack         | Offensive Guard | 1999                 |
| Ralph Wilson     | Propriétaire    | 2009                 |
| Charles Woodson  | Cornerback      | 2021                 |

## Historique des stades

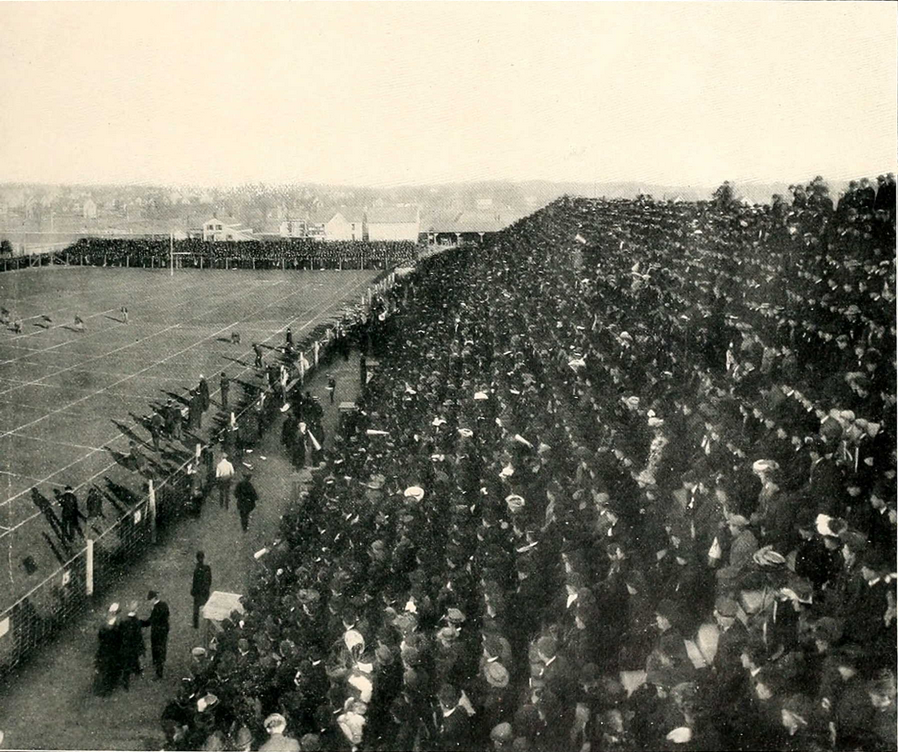
Le Regents Field juste avant le début du match de 1904 contre les Maroons de Chicago.

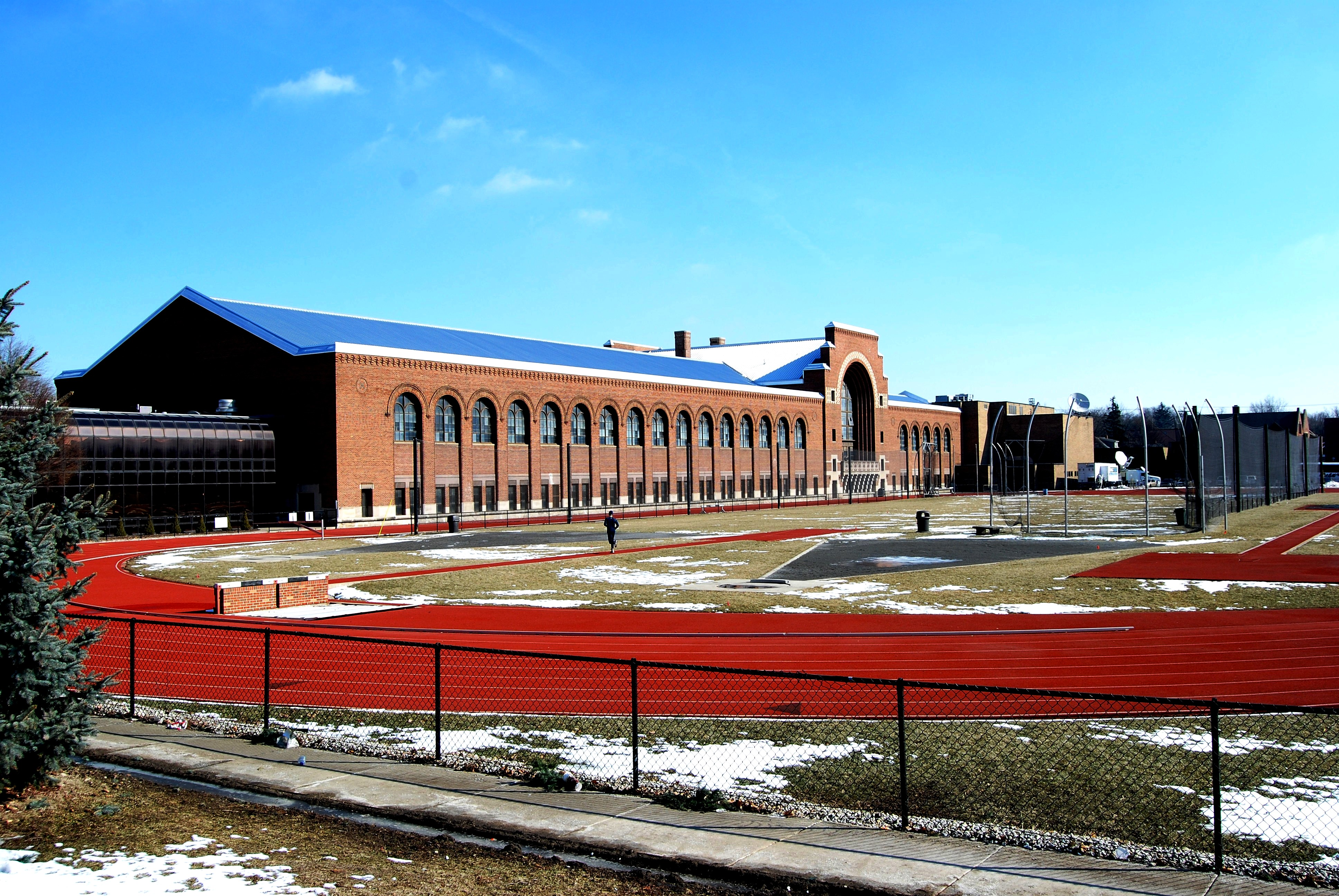
Le stade Ferry Fields actuellement.

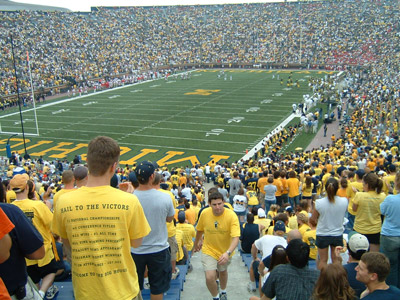
Le Michigan Stadium.

### Washtenaw County Fairgrounds (1883–1892)
À ses débuts (1883, 1884, 1886-1892), Michigan jouait ses petits matchs à domicile au Washtenaw County Fairgrounds (en) tandis que ses matchs plus importants se déroulaient à Detroit au Detroit Athletic Club (en).
Le Fairgrounds se situait à l'origine au Stadium and Jackson situé à Ann Arbor. Cette propriété de 40 acres est vendue à la ville en 1951 et est renommée Veterans Park. Le parc des expositions a déménage ensuite vers son emplacement actuel sur Ann Arbor-Saline Road, à l'intersection sud-est de Hill et de Forest.
Le premier match universitaire de Michigan joué au Fairgrounds a lieu le 12 mai 1883 contre l'équipe des Detroit Independents. Le match est précédé de divers événements dont une marche de dix milles, une compétition de lutte et une autre de "sauts" (hop-skip-and jump).

### Regents Field (1893–1905)
En 1890, le Conseil des Régents de l'université libère une somme de 3 000 dollars (soit 78 947,37 dollars en 2014) pour l'achat d'une parcelle de terrain située le long de la South State Street. En 1891, une somme de  4 500 dollars (soit 118 421,05 dollars en 2014) est à nouveau libérée pour aménager le terrain de sport. Dès 1893, Michigan y joue ses matchs, le stade pouvant accueillir plus de 15 000 spectateurs.

### Ferry Field (1906–1926)
En 1902, le Regents Field était devenu inadéquat pour la pratique du football américain en raison de la popularité croissante de ce sport. Grâce aux dons de Dexter M. Ferry (en), la planification du prochain stade de Michigan commence. Alimenté par un nouveau don de 30 000 dollars de Ferry, le Ferry Field (en) est construit avec une capacité temporaire maximale de 18 000 sopectateurs pour la saison 1906.
La capacité du stade est portée à 21 000 spectateurs en 2014 et 42 000 en 1921. Les assistances sont souvent bien supérieures, atteignant les 48 000 personnes ce qui pousse le directeur sportif de l'université Fielding H. Yost (en) à envisager la construction d'un stade beaucoup plus grand.

### Michigan Stadium (depuis 1927)
La popularité du football universitaire ne cessant d'augmenter, Fielding H. Yost souhaite construire un stade d'une capacité d'au moins 80 000 personnes. Finalement, les plans définitifs autorisent la construction d'un stade d'une capacité de 72 000 personnes avec possibilité d'aménagements futurs permettant d'augmenter sa capacité au-delà des 100 000 places.
Le Michigan Stadium est inauguré en 1927 lors du match contre les  Buckeyes d'Ohio State, attirant une foule en surcapacité de 84 401 personnes. Après la Seconde Guerre mondiale, les assistances augmentent et la capacité du stade est portée à 93 894 places en 1949puis à 101 001 places en 1955.
Le Michigan Stadium perd ensuite temporairement le titre de plus grand stade du monde au profit du Neyland Stadium des Volunteers du Tennessee en 1996, mais récupère ce titre en 1998 à la suite d'une nouvelle transformation portant sa capacité à 107 501 places. En 2007, le Conseil des régents de l'Université du Michigan débloque une somme de 226 millions de dollars pour sa rénovation et l'ajout de nouvelles cabines de presse, 83 loges de luxe et 3 200 sièges club.
Pour la saison 2011, l'éclairage est installé pour un coût de 1,8 million de dollars ce qui permet l'organisation d'un premier match en nocturne dans le stade contre les Fighting Irish de Notre Dame en 2011. Cela permiet à Michigan de jouer son premier match nocturne à domicile contre Notre Dame en 2011. Le Michigan Stadium subit encore une rénovation pour la saison 2023-2024, avec l'installation de nouveaux écrans ainsi qu'un éclairage LED et des luminaires à changement de couleur.

## Rivalités
| Équipe rivale                | Surnom de la rivalité | Trophée de la rivalité                    | Bilan des Wolverines | Bilan des Wolverines | Bilan des Wolverines | Bilan des Wolverines | Bilan des Wolverines | Premier match | Dernier match |
| ---------------------------- | --------------------- | ----------------------------------------- | -------------------- | -------------------- | -------------------- | -------------------- | -------------------- | ------------- | ------------- |
| Équipe rivale                | Surnom de la rivalité | Trophée de la rivalité                    | Nb.                  | V.                   | D.                   | N.                   | %                    | Premier match | Dernier match |
| Buckeyes d'Ohio State        | The Game              | -                                         | 120*                 | 62                   | 51                   | 6                    | 50,4                 | 1897          | 2024          |
| Spartans de Michigan State   | -                     | Paul Bunyan – Governor of Michigan Trophy | 117                  | 74                   | 38                   | 5                    | 62,3                 | 1898          | 2024          |
| Golden Gophers du Minnesota  | -                     | Little Brown Jug                          | 106                  | 78                   | 25                   | 3                    | 73,1                 | 1892          | 2024          |
| Fighting Irish de Notre Dame | -                     | -                                         | 043                  | 25                   | 17                   | 1                    | 58,1                 | 1887          | 2019          |
| Wildcats de Northwestern     | -                     | George Jewett trophy (en)                 | 077                  | 60                   | 15                   | 2                    | 79,2                 | 1892          | 2024          |

### Ohio State
Il s'agit de la plus grosse rivalité (Rivalité Michigan-Ohio State) pour les deux universités. En 2000, elle est classée par ESPN comme la plus importante rivalité sportive d'Amérique du Nord et elle est encore aujourd'hui considérée comme une des plus importantes rivalités du football américain universitaire.
Ces deux équipes cumulent 20 titres nationaux, 78 titres de conférences et 10 trophées Heisman.
Le premier match a eu lieu en 1897 et les deux équipes se rencontrent chaque année depuis la saison 1918, de façon alternative, les années impaires à Columbus dans l'Ohio (dans l'Ohio Stadium depuis 2022) et à Ann Arbor dans le Michigan (dans le Michigan Stadium depuis 1927). Ohio reçoit les années impaires et Michigan les années paires.
La rivalité s'est particulièrement renforcée pendant une période de dix ans (1969-1978) pendant laquelle l'Ohio State était entraîné par Woody Hayes (en) et Michigan par Bo Schembechler (en) (5 victoires pour chaque équipe).
Le match surnommé « The Game » a décerné le titre de champion de la conférence Big Ten à son vainqueur à 22 reprises et il a influencé le titre à 27 autres reprises.
Au terme de la saison 2024, Michigan mène les statistiques avec 62 victoires pour 51 à Ohio State et 6 nuls.
* : La victoire d'Ohio State en 2010 a été annulée à la suite de violation des règlements de la NCAA (Ohio State a perdu tous les matchs de la saison 2010, certains de ses joueurs principaux s'étant fait tatouer contre rétribution, l'entraîneur principal ayant caché ces pratiques étalées sur plusieurs saisons)

### Michigan State
Les équipes de Michigan et de Michigan State se sont rencontrées pour la première fois en 1898. En 1953, Michigan State rejoint la Big Ten Conference et les équipes se retrouvent depuis lors chaque saison. Le trophée Paul Bunyan – Governor of Michigan est remis au vainqueur qui peut le conserver jusqu'au prochain match de rivalité. Grâce à sa victoire 44-10 en 2019, c'est Michigan qui le détient actuellement.
En fin de saison 2024, Michigan mène la série avec 77 victoires pour 38 à Michigan State et 5 nuls.

### Minnesota

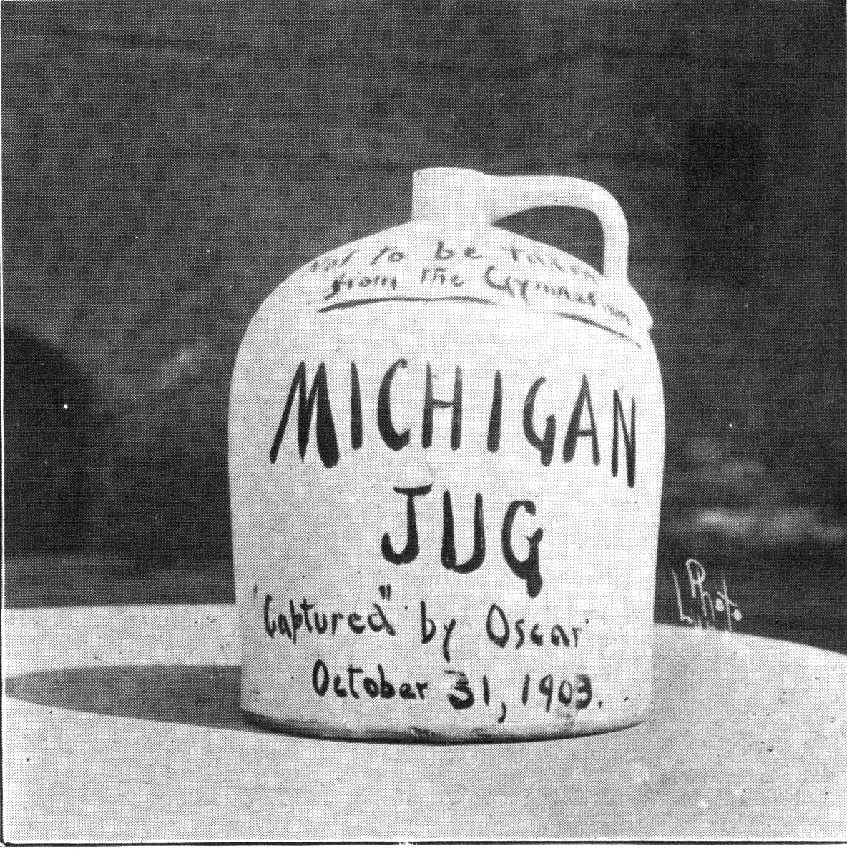
Le Little Brown Jug original photographié en 1909.

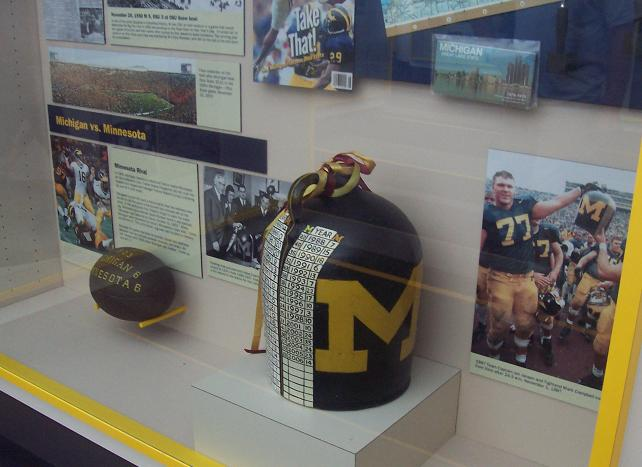
Une réplique du Little Brown Jug de Michigan exposé en 2007.

La rivalité avec Minnesota a débuté en 1892. Les équipes se sont rencontrées pratiquement chaque année depuis 1919 jusqu'en 2015. Les équipes n'étant plus dans la même division depuis le réalignement de 2015, elles ne se rencontreront plus que deux fois sur une période de six saisons.
La plus large victoire est à l'actif de Michigan en 2011 sur le score de 58 à 0. La plus longue série de victoires consécutives est détenue par Michigan avec 16 étalées de 1987 à 2004. La série de victoire de Minnesota est limitée à neuf matchs allant de 1934 à 1942.
En fin de saison 2024, Michigan mène la série avec 78 victoires pour 25 à Minnesota et 3 nuls.
Les deux universités se disputent le trophée (cruche en terre cuite) dénommé Little Brown Jug. Son origine date de 1903. Les Wolverines ont depuis 1901 remporté 28 matchs consécutifs. Dans l'intervalle, Minnesota s'est battit une des meilleures équipes de son histoire de sorte que les fans espèrent mettre fin à la série victorieuse des Wolverines. Le match a lieu dans le Minnesota à Minneapolis, et l'étudiant de Michigan Thomas B. Roberts est chargé d'acheter quelque chose pour transporter de l'eau, l'entraîneur craignant que les fans des Gophers puissent contaminer l'eau mise à disposition de son équipe. Roberts achète une cruche de cinq gallons pour 30 ¢ dans un magasin de Dinkytown (en). La cruche elle-même est connue sous le nom de Red Wing Pottery (en) et est fabriquée à Red Wing dans le Minnesota. :Le match se dispute devant vingt mille fansau Northrop Field. Minnesota est menée 6-0 mais fin de seconde mi-temps les Gophers égalisent alors qu'il ne reste que deux minutes de jeu. Les fans de Minnesota envahissent le terrain pour fêter cette égalisation alors que le ciel est rempli de gros nuages annonciateurs d'une tempête imminente. Le désordre régnant sur l'aire de jeu conduit les joueurs de Michigan à rentrer aux vestiaires et le match se termine sur un nul. Les Wolverines abandonnent ensuite la cruche dans les vestiaires. Le lendemain, un joueur dénommé Oscar Munson apporte la cruche au directeur sportif de l'université qui décide de la conserver et de la peindre en brun (couleur de l'université à l'époque). Il y inscrit également sur le côté « Cruche de Michigan - capturée par Oscar, 31 octobre 1903 -  Michigan 6, Minnesota 6. ». Lorsque les équipes se rencontrent à nouveau en 1909, les deux universités s'accordent sur l'idée d'instaurer comme trophée récurrent une cruche similaire. Il existe donc actuellement deux cruches, chacune peinte aux couleurs de l'équipe avec le logo et la liste des victoires de l'équipe.
C'est le trophée de rivalité le plus régulièrement échangé dans le football universitaire, le plus ancien trophée de la NCAA Division I FBS et le deuxième plus ancien trophée de rivalité du pays.

### Notre Dame
La rivalité de Notre Dame avec Michigan est la première et plus ancienne de Notre Dame. La première rencontre a lieu en 1887 et c'est d'ailleurs le premier match officiel des Fighting Irish. Ensuite les équipes ne se rencontrent plus pendant de nombreuses années mais depuis 1978, les matchs redeviennent plus réguliers. Le dernier match s'est déroulé en 2019 (victoire de Michigan à domicile 45-14). Michigan mène les statistiques avec 25 victoires, 17 défaites et 1 nul. Il est à souligner que sur les 25 victoires de Michigan, 6 ont été enregistrées avant 1900.
La régularité des matchs de rivalité est mise à mal depuis la saison 2014. En effet, peu avant le match de 2012, l'Associated Press annonce que l'Université de Notre Dame va rejoindre l'Atlantic Coast Conference pour la saison 2016. Cela aura comme conséquence directe de mettre fin aux matchs réguliers de football américain avec Michigan. Bien que l'équipe de football américain de Notre Dame ait conservé son statut d'indépendant, elle doit rencontrer 5 équipes de cette conférence par an ce qui ne permet plus d'insérer régulièrement un match contre Michigan. Les deux équipes se sont quand même rencontrées lors des saisons 2018 et 2019.

### Northwestern

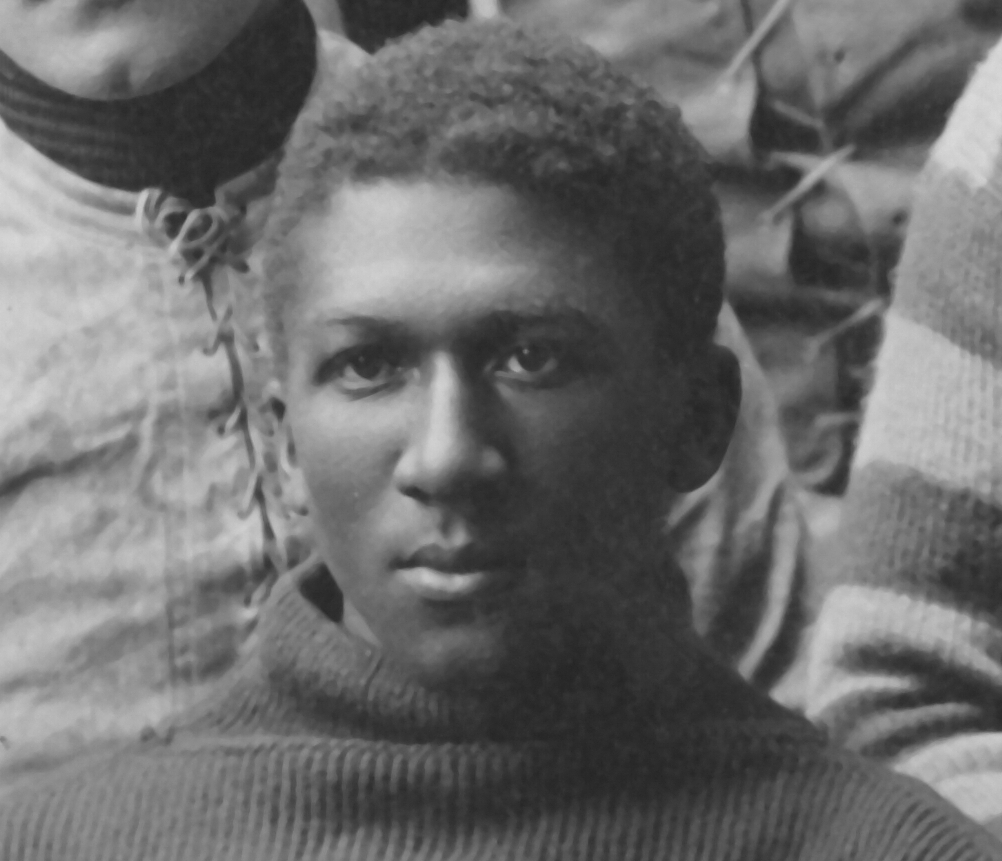
George Jewett, ancien joueur des Wolverines et des Wildcats.

La rivalité avec les Wildcats de Northwestern débute en 1892.
En fin de saison 2024, les équipes se sont rencontrées à 77 reprises, Michigan ayant 60 victoires pour 15 à Northwestern et 2 nuls.
Depuis 2021, le trophée « George Jewett » (en) est attribué au vainqueur de la rencontre. Il rend hommage au premier joueur afro américain à avoir joué dans la Big 10 Conference, à Michigan (1892) et à Northwestern (1893). Il s'agit également du premier trophée faisant référence à un joueur afro-américain,,.

## Pas de mascotte

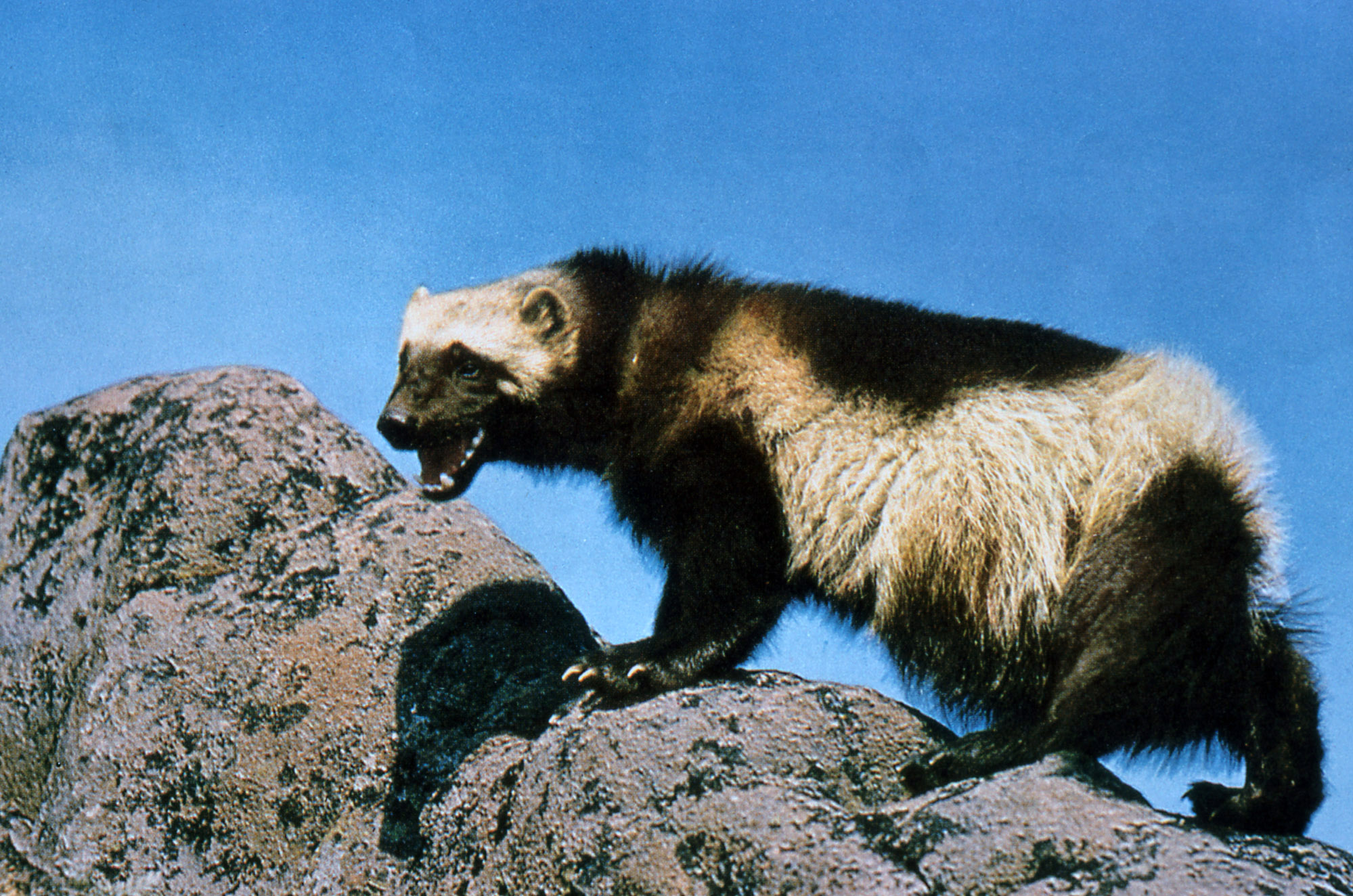
Le Wolverine ou carcajou, mascotte non-officielle de l'Université du Michgan.

Les Wolverines du Michigan sont l'une des rares équipes sportives universitaires à ne pas avoir de mascotte, en grande partie pour des raisons de tradition
Néanmoins, fin des années 1920 et sur insistance de l'entraîneur principal de football américain Fielding H. Yost, les Wolverines ont eu une mascotte non officielle dénommée Biff the Wolverine.
Le premier Biff était un carcajou en peluche lequel est remplacé en 1927 par un carcajou vivant. C'est via le zoo de Détroit que l'université se fait prêté deux carcajous (prénommés Biff et Bennie). Les joueurs de l'équipe de football américain étaient chargés de transporter les deux animaux dans une cage autour et dans le stade à l'occasion des matchs à domicile. Entre-temps, les animaux étaient hébergés dans le petit zoo présent sur la campus. Cependant, les animaux grandissant plus vite que prévu et devenant de plus en plus agressifs, cette pratique cesse à la demande des joueurs dès la fin de saison 1927. Les animaux restent néanmoins dans le petit zoo de l'université jusqu'à leurs décès,,,.

## Chant de guerre
The Victors, chant de guerre de l'université du Michigan, a été écrit été composé en 1898 par Louis Elbel, étudiant de l'université. La chanson est jouée en public pour la première fois par John Philip Sousa et son orchestre. Une version raccourcie basée sur le dernier refrain est joué lors des matchs de football américain lorsque l'équipe inscrit des points ou lorsque la défense effectue une action décisive comme une interception. La phrase « champions of the West » est souvent mal comprise; elle fait référence à la Western Conference dont Michigan était membre (rebaptisée plus tard la Big Ten Conférence). Lorsque Michigan quitte temporairement cette Conférence de l'Ouest en 1907, une nouvelle chanson dénommée « Varsity » est écrite en 1911, la phrase champions of the West n'étant plus d'actualité. The Victors, composé comme une marche militaire, est considéré comme l'un des meilleurs chants de combat jamais écrits et comme le premier vraiment significatif à avoir été écrit.
| Now for a cheer they are here, triumphant! Here they come with banners flying, In stalwart step they're nighing, With shouts of vict'ry crying, We hurrah, hurrah, we greet you now, Hail! Far we their praises sing For the glory and fame they've bro't us Loud let the bells them ring For here they come with banners flying Far we their praises tell For the glory and fame they've bro't us Loud let the bells them ring For here they come with banners flying Here they come, Hurrah! Hail! to the victors valiant Hail! to the conqu'ring heroes Hail! Hail! to Michigan the leaders and best Hail! to the victors valiant Hail! to the conqu'ring heroes Hail! Hail! to Michigan, the champions of the West! We cheer them again We cheer and cheer again For Michigan, we cheer for Michigan We cheer with might and main We cheer, cheer, cheer With might and main we cheer! Hail! to the victors valiant Hail! to the conqu'ring heroes Hail! Hail! to Michigan, the champions of the West! |

| Hail! to the victors valiant Hail! to the conquering heroes Hail! Hail! to Michigan The leaders and best! Hail! To the victors valiant Hail! to the conquering heroes Hail! Hail! to Michigan The champions of the West! (x3) |